# Gettengrün
Gettengrün ist einer der acht Ortsteile der Stadt Adorf/Vogtl. im sächsischen Vogtlandkreis. Der Ort entstand 1950 durch die Vereinigung von Obergettengrün und Untergettengrün.

## Geographie

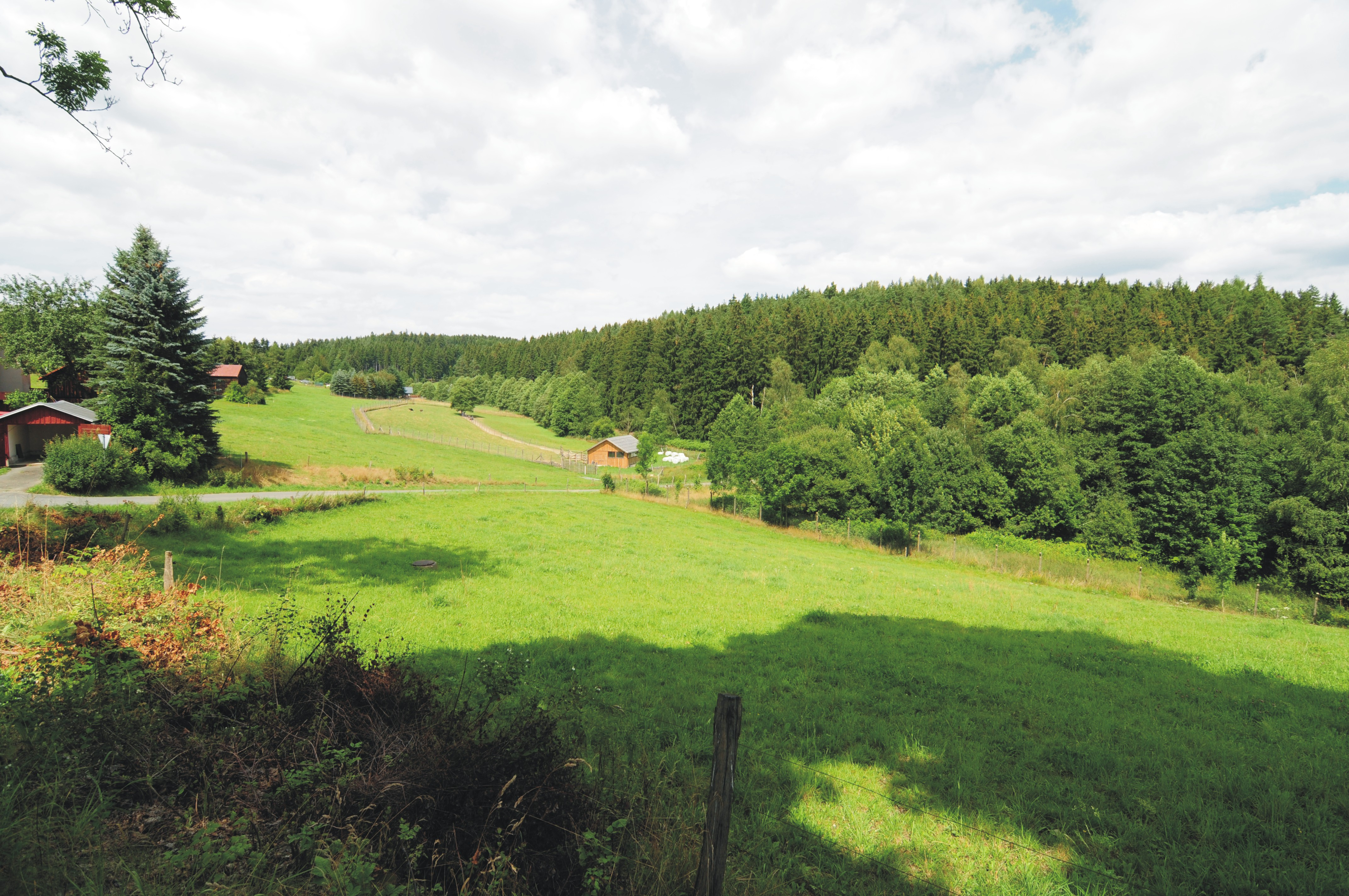
Tal des Zinnbachs in Gettengrün

Der Stadtteil besteht zum größten Teil aus landwirtschaftlicher Nutzfläche und Wald. An der nördlichen Grenze fließt der Zinnbach und durch das Dorf fließt der Untergettengrüner Bach. An der südöstlichen Grenze zu den Ortsteilen Adorf und Arnsgrün verläuft das Tetterweinbachtal. Dort fließen die beiden Bäche in den Tetterweinbach, der wiederum an der nördlichen Grenze des Ortsteils Adorf in die Weiße Elster mündet.
Gettengrün liegt im Westen der Stadt und grenzt an zwei weitere Stadtteile Adorfs, an zwei Ortsteile der Gemeinde Eichigt und die tschechische Stadt Hranice u Aše, dt. Roßbach, im Okres Cheb (Bezirk Eger) des Karlovarský kraj (Karlsbader Region).
|                  | Bergen (Eichigt)                            |                  |
| Ebmath (Eichigt) | Kompassrose, die auf Nachbargemeinden zeigt | Arnsgrün         |
|                  | Hranice (dt. Roßbach) (Tschechien)          | Adorf (Ortsteil) |

## Geschichte
Die Gemeinde Gettengrün wurde am 1. Juli 1950 durch Vereinigung der beiden Orte Obergettengrün und Untergettengrün gegründet. Sie gehörte ab 1952 zum Kreis Oelsnitz. Im Zuge der ersten sächsischen Kreisreform, wurde die Gemeinde nach Adorf/Vogtl. eingemeindet und gehört seitdem zum Vogtlandkreis.
Untergettengrün ⊙

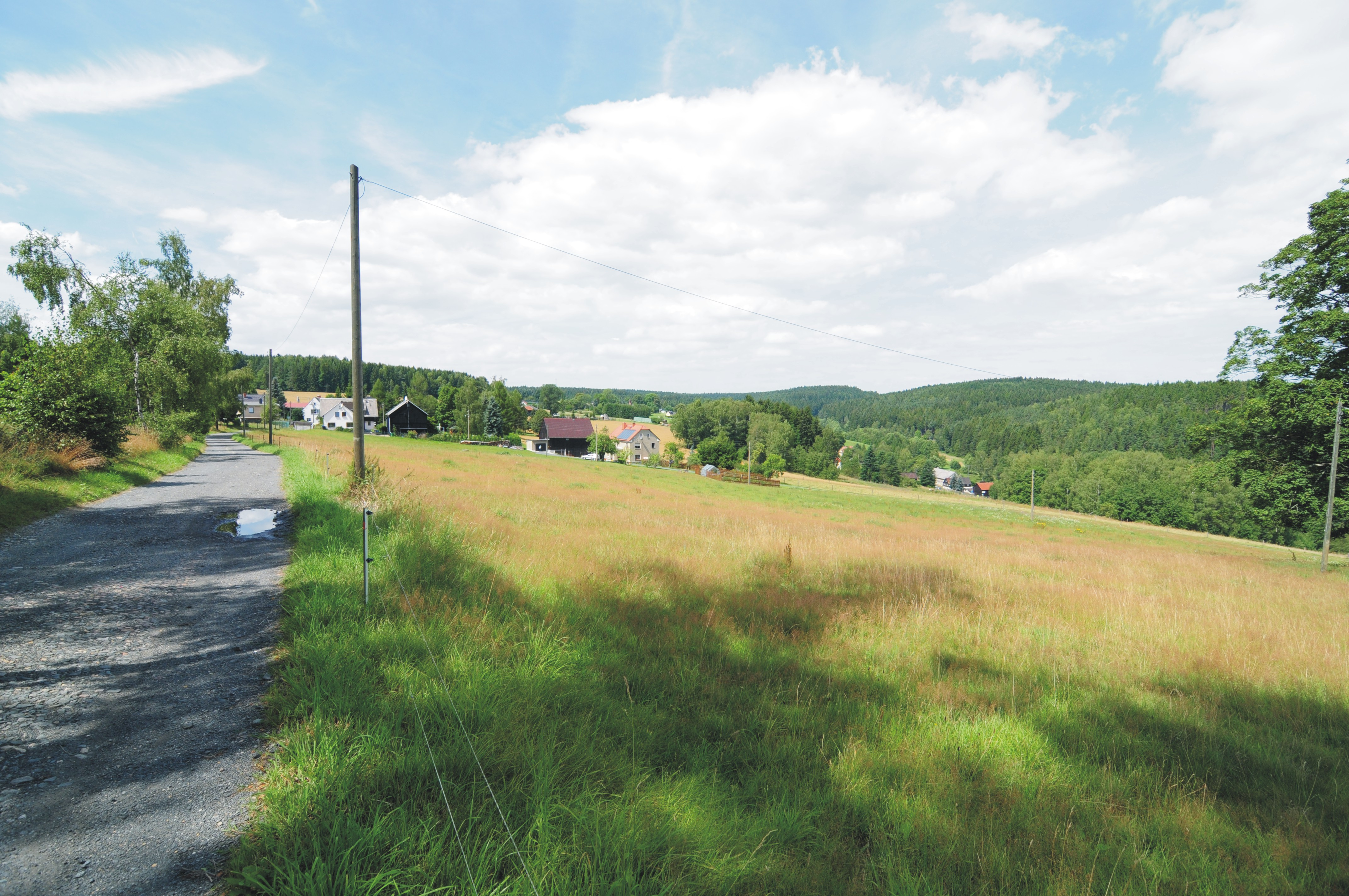
Häuser in Untergettengrün

Die etwa 260 Hektar große Streusiedlung in Block- und Parzellenflur wurde 1295 als in villa Gettengrune erstmals erwähnt. Der Name leitet sich von indagädn‘gri, zu Deutsch Rodesiedlung eines Getto ab. Die Siedlung wird 1459 als Wüstung erwähnt, 1467 wieder als bewohnter Ort (villa) und schon 1485 bis mindestens 1542 wieder als wüst bezeichnet. Anschließend ändert sich der Name / die Schreibweise von Gettenholz über Gettengrun und Göttengrün bis zum heute verwendeten Untergettengrün ab 1816.
Untergettengrün gehörte ab 1791 zum Amt Voigtsberg, und ab 1875 zur Amtshauptmannschaft Oelsnitz.
Obergettengrün ⊙
Die etwa 43 Hektar große Streusiedlung in Parzellenflur wurde 1479 als Gettengrun obehalben der Wustenunge erstmals erwähnt und ist wahrscheinlich im Zusammenhang mit dem Wiederaufbau Untergettengrüns entstanden. Obergettengrün gehörte ab 1791 zum Amt Voigtsberg, und später zur Amtshauptmannschaft Oelsnitz.

### Entwicklung der Einwohnerzahl
| Untergettengrün | Untergettengrün |
| Jahr            | Einwohnerzahl   |
| --------------- | --------------- |
| 1846            | 170             |
| 1871            | 180             |
| 1890            | 220             |
| 1910            | 197             |
| 1925            | 200             |
| 1939            | 261             |
| 1946            | 264             |

| Obergettengrün | Obergettengrün |
| Jahr           | Einwohnerzahl  |
| -------------- | -------------- |
| 1871           | 361            |
| 1890           | 319            |
| 1910           | 288            |
| 1925           | 262            |
| 1939           | 221            |
| 1946           | 218            |

| Gettengrün (bzw. Ober- und Untergettengrün gemeinsam) | Gettengrün (bzw. Ober- und Untergettengrün gemeinsam) |
| Jahr                                                  | Einwohnerzahl                                         |
| ----------------------------------------------------- | ----------------------------------------------------- |
| 1793                                                  | 42 Gärtner, 5 Häusler                                 |
| 1834                                                  | 372                                                   |
| 1950                                                  | 436                                                   |
| 1964                                                  | 309                                                   |
| 1990                                                  | 172                                                   |
| 2011                                                  | 177                                                   |

## Öffentlicher Nahverkehr
Gettengrün ist mit den RufBus-Linien 38 und 39 des Verkehrsverbunds Vogtland im ungefähren Stundentakt an Adorf angebunden. Dort besteht Anschluss zur Vogtlandbahn und zum PlusBus.

## Persönlichkeiten

### Söhne und Töchter des Ortes

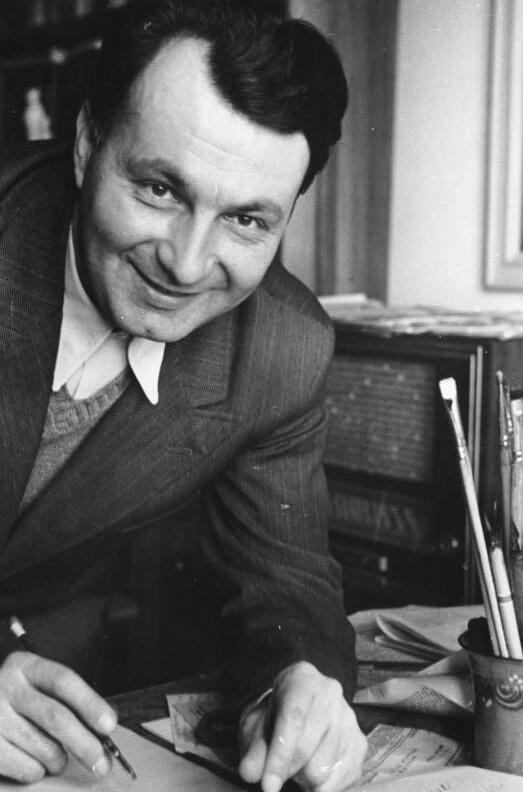
Erich Ohser alias e.o.plauen, der Erfinder von „Vater und Sohn“

- Erich Ohser (1903–1944), Zeichner (Vater und Sohn), geboren in Untergettengrün
- Holger Heinrich Dathe (* 1945), Zoologe, geboren in Gettengrün